# Saint-Eutrope-de-Born
Saint-Eutrope-de-Born är en kommun i departementet Lot-et-Garonne i regionen Nouvelle-Aquitaine i sydvästra Frankrike. Kommunen ligger i kantonen Villeréal som tillhör arrondissementet Villeneuve-sur-Lot. År 2022 hade Saint-Eutrope-de-Born 683 invånare.

## Befolkningsutveckling
Antalet invånare i kommunen Saint-Eutrope-de-Born
| Referens: INSEE |